# Haifa Wehbe
Pour les articles homonymes, voir Wehbe.
 (septembre 2011).
Si vous disposez d'ouvrages ou d'articles de référence ou si vous connaissez des sites web de qualité traitant du thème abordé ici, merci de compléter l'article en donnant les références utiles à sa vérifiabilité et en les liant à la section « Notes et références ».
Haifa Mohammed Wehbe (en arabe : هيفاء محمد وهبي), née le 10 mars 1976 à Mahrouna au Liban, est une chanteuse et actrice libano-égyptienne qui a produit beaucoup de chansons, de clips et de films. Elle est connue pour sa musique moderne qui réunit la musique occidentale et orientale. Ses albums ont été vendus à des millions d'exemplaires et ont connu un succès énorme auprès du public. Son album Maliket Jemel El Koun s'est classé premier sur iTunes. Interviewée au début de sa carrière par la chaîne BBC, elle a depuis été élue par le magazine indien « rediff.com » comme la plus belle artiste présente au festival de Cannes, et nommée par les magazines People's Magazine et « AskMen.com » parmi les plus belles femmes du monde.
Sa chanson Yama Layali est l'une de ses plus célèbres pour avoir figuré sur la compilation du Buddha Bar et fut largement diffusée par les radios, en France et en Angleterre.
Haifa Wehbe a été la première star arabe à écouler son album en passant par le biais d'Internet et fut clasée la première artiste communicante avec son public sur Twitter.
Haifa est la première artiste arabe à apparaître sur la chaîne italienne Rai Uno, à Piazza Navona (Rome).
Elle a également donné un concert à Beyrouth le 10 juin 2006 avec la participation de 50 Cent.
Elle a été choisie par l'association de Ruban rouge qui lutte contre le sida en tant qu'ambassadrice, à Rabat au Maroc. Artiste au public varié, elle est devenue l'une des icônes de la sphère homosexuelle libanaise.
Elle est habillée par des grandes stylistes dont Ali Karoui et Nabil Younes,.

## Carrière

### Débuts
Haifa Wehbe nait le 10 mars 1976 au Liban. Enfant, elle aime écouter la musique et en particulier le jazz et le R'n'B. Elle devient mannequin très jeune, et est élue, à l'âge de 20 ans, Miss Sud-Liban. Elle obtient la deuxième place à l'élection de Miss Liban 1995.
Conseillée par un ami, elle enregistre sa première chanson Agoul Ahwak en 2004, laquelle connaît beaucoup de succès. Wehbe enchaîna la même année avec son premier album Houwa el Zamen produit par Rotana. Vient ensuite l'album Badi Eich en 2005, et au cours de la même année, elle participe au programme El Wadi, la version arabe du programme français La Ferme célébrités.

### Accident
Le 25 juin 2007, au cours d'un tournage de clip dans un aéroport militaire de Riak (vallée de Bekaa) au Liban, Haifa est hospitalisée d'urgence après avoir été frôlée par l'avion qui devait la poursuivre pendant une scène. Elle s'en sort avec des égratignures au visage et des maux de tête.

### 2008 à 2012
En 2008, sort l'album Ya Habibi Ana. La même année, elle participe au film Bahr El Noujoum avec un groupe de célébrités incluant: Wael Kfoury, Carole Samaha et Roueyda el Mahrougi. Le film est subventionné par Pepsi. Grâce à sa popularité, son nom est lié à diverses entreprises internationales. Ainsi, cette même année, elle signe un contrat avec le constructeur d'automobiles italien Lamborghini.
Son apparition, en 2009, dans un second film Dokkan Shehata de Khaled Youssef lui vaut un prix cinématographique.
En 2010, elle sort un album pour les enfants, Baby Haifa.
Son album, Maliket Jemel El Koun sort en mai 2012. Cette même année, la chanteuse fait sensation à la Fashion Week de Paris, où elle était l'invitée du célèbre couturier Elie Saab.

## Les prix et les concerts
Haifa Wehbe a reçu beaucoup de prix dans plusieurs pays, comme le prix de « la beauté et de l'art » en Jordanie le 29 mai 2005, et le prix libanais du « Murex d'Or » en 2009 et 2010 comme l'artiste la plus renommée, et le même prix en 2011 pour sa chanson Yama Layali avec David Vendetta.
Ses concerts à travers le monde sont nombreux et variés. Elle a chanté notamment dans tous les pays arabes, mais a aussi fait des tournées aux États-Unis, comme à Las Vegas, et dans plusieurs villes européennes comme à Paris, Berlin ou Rome.

## Vie personnelle
Dans les années 1990, Wehbe a épousé son cousin Nasr Fayyad à l'âge de 18 ans et a voyagé avec lui au Nigeria où il travaillait. Pendant sa grossesse, elle est retournée au Liban et s'est séparée de Fayyad, avec qui elle a eu une fille, Zeinab. 
Haifa Wehbe épousa l'homme d'affaires égyptien Ahmad Abu Husheima le 24 avril 2009[réf. nécessaire]. Parmi les invités présents au mariage à Beyrouth, étaient : Carmen Electra, Anastacia, Nawal Zoghby, Najwa Karam, Ragheb Alama, Ahlam, et Sherine Abdel Wahhab[réf. nécessaire].

## Discographie

### Albums studio
- Houwa El-Zaman (2002) Rotana
- Baddi Eesh (2005) Rotana
- Habibi Ana (2008), Mazika
- Maliket Jamel El Koun (alias MJK) (2012) Rotana
- Hawwa  (2018)

### Autres albums
- Baby Haifa (2010) Rotana

### Singles
- 80 Million Ehsas
- Enta Tany
- Yama Layali
- Breathing You In
- Habibi ft. Ne-Yo
- Ma Teegi Ner'os
- Ahdam Khabrieya
- Touta[15]
- Tigi
- Walad
- Em'el Share
- Ma Badaafsh
- Woseltelha

## Filmographie

### Cinéma
- 2008 : Sea of Stars
- 2009 : Doken Chehata
- 2014 : Halawet Rouh
- 2023 : Ramsis Paris

### Télévision
- 2014 : Kalam Ala Warak
- 2015 : Mowlid w Sahbo Ghayeb
- 2015 :  Mariam
- 2017 : El Herbaya
- 2018 : La'anet Karma